# Rio Cana-brava (vattendrag i Brasilien, Tocantins)
Rio Cana-brava (portugisiska: Rio Cana Brava) är ett vattendrag i Brasilien.   Det ligger i delstaten Tocantins, i den centrala delen av landet, 400 km norr om huvudstaden Brasília.
Omgivningarna runt Rio Cana-brava är huvudsakligen savann. Trakten runt Rio Cana-brava är nära nog obefolkad, med mindre än två invånare per kvadratkilometer.